# Kaltmamsell
Eine Kaltmamsell (Anhörenⓘ; alternative Bezeichnung: kalte Mamsell) ist in der Gastronomie und Hotellerie die Berufsbezeichnung für eine Angestellte (Mamsell), die für kalte Speisen und Buffets zuständig ist. Der Begriff der kalten Küche bezieht sich in dem Zusammenhang nicht auf rohe und ungekochte, sondern auf ohne Erwärmung hergestellte Speisen.

## Aufgaben und Berufsbild
Die Aufgaben einer Kaltmamsell umfassen die Zubereitung und Ausgabe kalter Speisen wie Salate, Aspiks, Mayonnaisen, kalte Saucen, kalte Vorspeisen, die Zusammenstellung kalter Platten bzw. kalter Buffets. Sie können auch die Beschaffung der Zutaten umfassen wie bei einem Gardemanger.
Es handelt sich bei einer Kaltmamsell traditionell um eine erfahrene ältere Kraft. Sie nimmt ihre Aufgaben sowohl geplant im regulären gastronomischen Ablauf wahr, beispielsweise im Rahmen der Vorbereitungen von Stehempfängen, zu denen Häppchen angeboten werden sollen, als auch manchmal außerhalb der regulären Betriebszeiten: So weist das Gourmet-Handbuch beispielsweise darauf hin, dass einer Kaltmamsell eine besondere Rolle zukommt, wenn die warme Küche eines Hauses bereits geschlossen hat, die betreffende Gaststätte oder das jeweilige Gasthaus, Hotel und Restaurant aber noch Gäste hat, erwartet oder rund um die Uhr mit einem Zimmerservice bedienen muss oder will.
Das Berufsbild der Kaltmamsell findet sich vorwiegend in der Esskultur Europas und ist in anderen Kulturräumen wie beispielsweise Afrika oder Asien unbekannt.

## Begriff
Das Gourmet-Handbuch konstatiert zum Begriff „Kaltmamsell“, dass „die konsequente Verjüngung und Unterbezahlung im Gastgewerbe die Funktion und das Wort der meist älteren Mamsell“ aussterben ließen.
Der Historiker Bodo Mrozek griff den Begriff der „Kaltmamsell“ in seinem Lexikon der bedrohten Wörter auf und führt darin aus: „Sie [eine Kaltmamsell] richtete Häppchen, schnitzte aus Gurken und Radieschen kleine Kunstwerke und füllte Schinkenröllchen mit Eiertunke (neudeutsch: Mayonnaise).“

## Bekannte Kaltmamsells
- Erika Richter (1935–2017), Kaltmamsell, Köchin und Kochbuchautorin
- Wella Wilhelm, Kaltmamsell und Landtagsabgeordnete in Sachsen (1946–1950)[3]

## Trivia
- In Carl Boeses Film Die kalte Mamsell von 1933 spielt Lucie Englisch die Titelrolle in der Kantine der fiktiven Spielzeugfabrik Knoll & Bangmann.[4]
- Das Berufsbild der Kaltmamsell wird im Lied Die Kaltmamsell vom Grand-Hotel aus dem Jahr 1962 von Jack Finey besungen.[5][6]
- Der Lebensmittelhersteller Carl Kühne KG verwendete 1972 die Figur einer damals typischen Kaltmamsell mit der Bezeichnung Die Kühne-Kaltmamsell in 40 Fernsehwerbespots als Werbefigur des Unternehmens zur Bewerbung von Essiggurken.[7]